# Třída Jung-feng
Třída Jung-feng je třída pobřežních minolovek námořnictva Čínské republiky. Jedná se o plavidla typu MWV50 německé loděnice Abeking & Rasmussen. Celkem byly postaveny čtyři jednotky této třídy. Ve službě jsou od roku 1991.

## Stavba
Stavbu provedla německá loděnice Abeking & Rasmussen.
Jednotky třídy Jung-feng:
| Jméno                | Založení kýlu   | Spuštěna       | Vstup do služby   | Status  |
| -------------------- | --------------- | -------------- | ----------------- | ------- |
| Jung-feng (MHC-1301) | 14. září 1988   | 26. dubna 1990 | 12. července 1991 | aktivní |
| Jung-ťia (MHC-1302)  | 14. září 1988   | 26. dubna 1990 | 12. července 1991 | aktivní |
| Jung-ting (MHC-1303) | 23. března 1989 | 22. října 1990 | 12. července 1991 | aktivní |
| Jung-šun (MHC-1305)  | 23. března 1989 | 22. října 1990 | 12. července 1991 | aktivní |

## Konstrukce

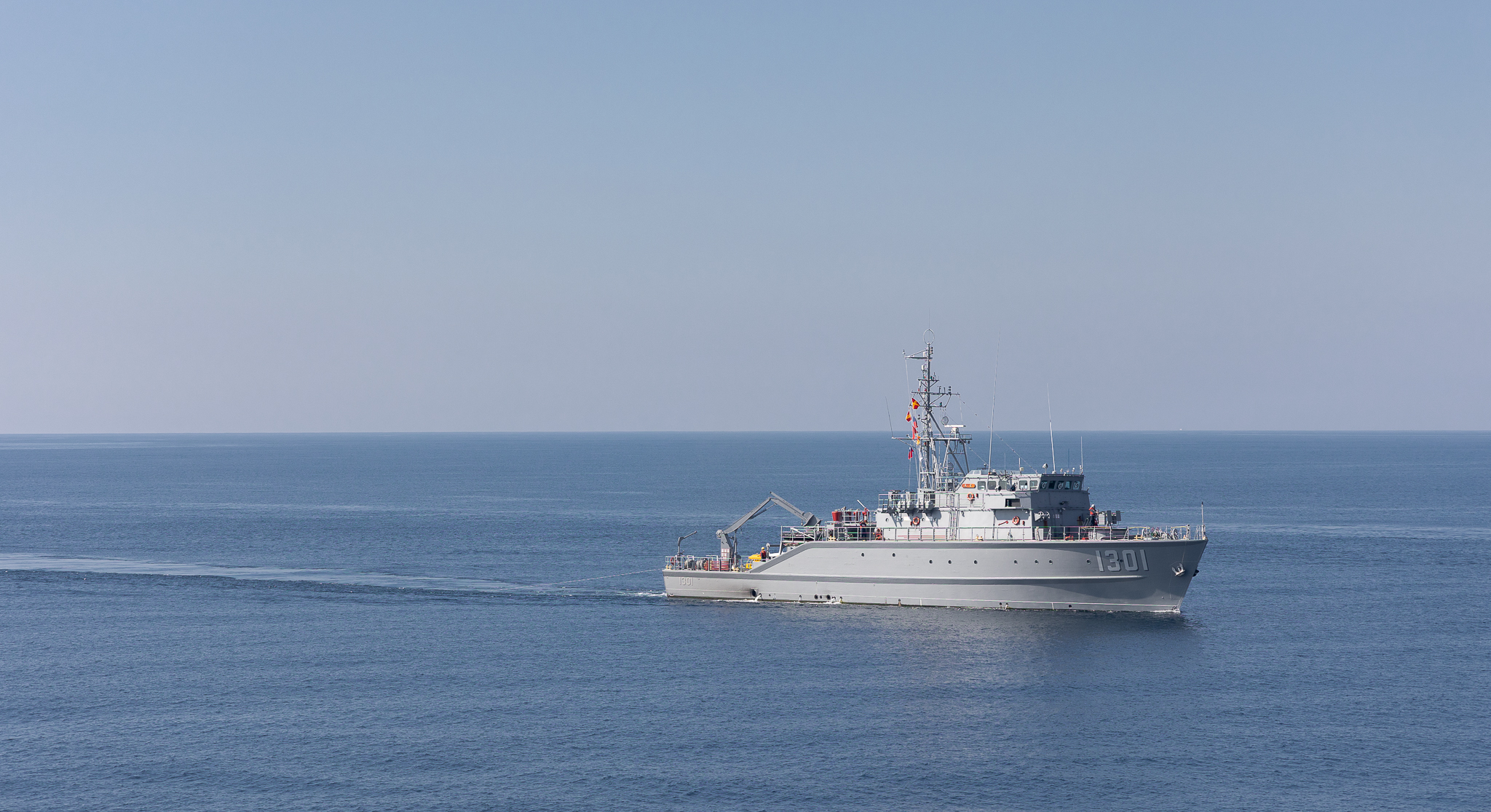
Jung-feng (MHC-1301)

Jejich trup je vyroben ze dřeva a uhlíkových kompozitů. Můstek je vyroben ze slitiny hliníku. Minolovky nesou protiminový systém Thomson-CSF IBISV, navigační radar Decca a trupový sonar typu Thomson-CSF TSM2022. Slouží především jako nosiče dálkově ovládaných podvodních prostředků pro hledání a likvidaci min typu Pinguin A1 a Pinguin B3. Pro vlastní obranu loď nese jeden 20mm kanón T-75. Pohonný systém tvoří dva diesely MTU 8V 396 TB93, každý o výkonu 2180 HP a dva cykloidní pohony Voith-Schneider. Nejvyšší rychlost dosahuje 15 uzlů. Dosah je 2877 námořních mil při rychlosti 12 uzlů.